# Eva Mendes
Eva de La Caridad Mendez-Gosling  (Miami, 5 de março de 1974) é uma atriz norte-americana de origem cubana.

## Biografia
Eva Mendes nasceu em Miami, Flórida, Estados Unidos. Seus pais são naturais de Cuba. Foi criada em Los Angeles por sua mãe após o divórcio de seus pais; Mendes disse que a sua mãe sofreu muito para me dar uma boa vida durante os seus primeiros anos. Seu pai era vendedor de automóveis e sua mãe, também chamada Eva, é diretora de uma escola primária. Mais nova de quatro filhos (ela tem duas irmãs e um irmão), chegou a estudar para se tornar freira na Igreja Católica Apostólica Romana.
Enquanto jovem, Mendes nunca se viu como atriz e por isso decidiu seguir outros interesses. Estudou na Hoover High School, em Glendale e mais tarde na Universidade do Estado da Califórnia, Northridge, onde cursou marketing, mas desistiu por querer investir na carreira de atriz. Ela estudou com Ivana Chubbuck.
No início de fevereiro de 2008, Eva internou-se numa clínica de reabilitação, "Cirque's Lodge", em Utah, nos Estados Unidos. Sua assessoria de imprensa não divulgou qual substância química a atriz estaria se tratando.
Em 2011, Eva Mendes começou a namorar com Ryan Gosling, depois de contracenarem juntos no filme The Place Beyond the Pines.
Em 12 de Setembro de 2014 o casal de atores se tornaram pais de uma menina, chamada Esmeralda Amada Gosling e em 29 de abril de 2016 foram pais pela segunda vez, com Amada Lee Gosling.

## Carreira
Eva Mendes estudava marketing no final da década de 90 quando um agente viu sua foto quando lia atentamente o portfólio da vizinha dela. Aparecendo logo depois no videoclipe Hole in My Soul da banda Aerosmith e estreando-se no cinema no filme "Children of the Corn V: Fields of Terror", Mendes fez seu caminho através de atores aspirantes para aparecer em filmes famosos como "Lenda Urbana 2" e "Era uma vez no México".
Deixando a escola logo depois de ser descoberta ao acaso por um agente, Mendes apareceu em algumas produções para TV e se juntou a Will Ferrell em "Os Estragos de Sábado a Noite" antes de ser escalada para um papel importante em "Lenda Urbana 2." Trabalhando para não ser rotulada apesar de seu currículo com filmes de horror adolescentes, assumiu papéis nos filmes "Rede de corrupção", "Dia de Treinamento", e "All About the Benjamins". Em seguida começou a trabalhar em um livro para crianças chamado "Crazy Leggs Beshee", onde quis introduzir arte, história, vocabulário e valores para crianças de maneira divertida e compreensiva.
Em 2003 a carreira de Mendes decolou, com a atriz assumindo papéis maiores em quatro filmes de sucesso diferentes. Em "Mais Velozes e Mais Furiosos", foi uma agente alfandegária trabalhando com Paul Walker para detonar um cartel de drogas em Miami. "Por um Triz" a colocou ao lado, novamente, de seu parceiro em "Dia de treinamento", Denzel Washington. Testando suas habilidades na comédia, Mendes foi o interesse amoroso de um dos irmãos siameses em "Ligado em Você". E em "Era uma vez no México", fez outra agente do governo ao lado de Johnny Depp e foi nomeada ao prêmio Teen Choice Awards.
Em 2004, Mendes não diminuiu seu ritmo, estrelando como a ex-namorada de Luke Wilson em "The Wendell Baker Story", filme co-escrito por Wilson com seu irmão, Owen Wilson e co-dirigido pelo seu irmão mais novo, Andrew Wilson. Em 2005, estreou em "Hitch - Conselheiro Amoroso", dessa vez ao lado de Will Smith e "3 & 3". Em 2006 fez "Totalmente Apaixonados". Em 2007 fez "Live!", "Os Donos da Noite", "Cleaner" e "Motoqueiro Fantasma". Eva também é garota propaganda da marca Revlon. No ano de 2007, participou da campanha da ONG PETA.

## Filmografia
- 2012 - The Place Beyond the Pines
- 2012 - Holy Motors
- 2012 - Girl in Progress
- 2011 - Velozes e Furiosos 5
- 2010 - Os outros Caras
- 2009 - Queen of the South
- 2009 - Last Night

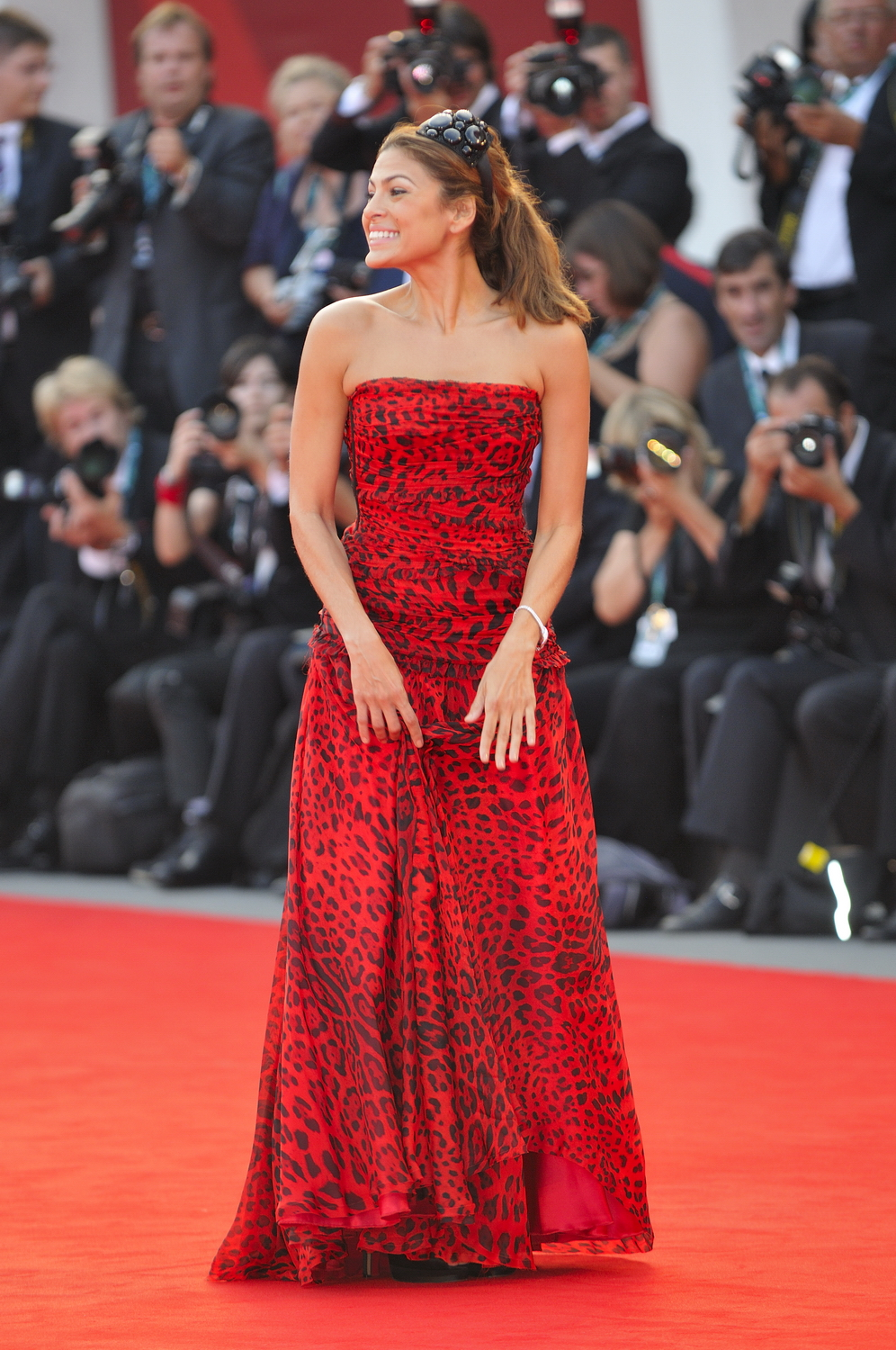
Mendes em 2009.

- 2009 - Bad Lieutenant: Port of Call New Orleans
- 2008 - The Spirit
- 2008 - Mulheres, Sexo Forte
- 2007 - Motoqueiro Fantasma
- 2007 - Os Donos da Noite
- 2007 - Cleaner
- 2007 - Live!
- 2005 - 3 & 3
- 2005 - Trust the Man
- 2005 - Hitch - Conselheiro Amoroso
- 2005 - The Wendell Baker story
- 2003 - Ligado em Você
- 2003 - Por um Triz
- 2003 - + Velozes + Furiosos
- 2003 - Era uma vez no México
- 2002 - Amigos por Acaso
- 2001 - Dia de Treinamento
- 2001 - Rede de Corrupção
- 2000 - Lenda Urbana 2
- 2000 - The Disciples (TV)
- 1999 - Pig - Uma Aventura Animal
- 1998 - Os Estragos de Sábado à Noite
- 1998 - Mortal Kombat: Conquest - Capítulo 11 (TV)
- 1998 - Children of the Corn V: Fields of Terror